# Олпі (Канзас)
Олпі (англ. Olpe) — місто (англ. city) в США, в окрузі Лайон штату Канзас. Населення — 519 осіб (2020).

## Географія
Олпі розташоване за координатами 38°15′53″ пн. ш. 96°9′54″ зх. д. / 38.26472° пн. ш. 96.16500° зх. д. (38.264652, -96.165089).  За даними Бюро перепису населення США в 2010 році місто мало площу 2,06 км², з яких 1,74 км² — суходіл та 0,33 км² — водойми.

## Демографія
Згідно з переписом 2010 року, у місті мешкало 546 осіб у 220 домогосподарствах у складі 151 родини. Густота населення становила 264 особи/км².  Було 239 помешкань (116/км²).
Расовий склад населення:
| - 98,7 % — білих - 0,2 % — чорних або афроамериканців |

До двох чи більше рас належало 0,9 %. Частка іспаномовних становила 0,5 % від усіх жителів.
За віковим діапазоном населення розподілялося таким чином: 27,3 % — особи молодші 18 років, 54,9 % — особи у віці 18—64 років, 17,8 % — особи у віці 65 років та старші. Медіана віку мешканця становила 39,0 року. На 100 осіб жіночої статі у місті припадало 99,3 чоловіків;  на 100 жінок у віці від 18 років та старших — 96,5 чоловіків також старших 18 років.
Середній дохід на одне домашнє господарство  становив 53 347 доларів США (медіана — 49 762), а середній дохід на одну сім'ю — 60 340 доларів (медіана — 56 136). Медіана доходів становила 41 136 доларів для чоловіків та 35 750 доларів для жінок. За межею бідності перебувало 14,1 % осіб, у тому числі 24,3 % дітей у віці до 18 років та 8,1 % осіб у віці 65 років та старших.
Цивільне працевлаштоване населення становило 287 осіб. Основні галузі зайнятості: освіта, охорона здоров'я та соціальна допомога — 35,5 %, виробництво — 13,9 %, будівництво — 12,2 %.